# Cyril Wilkinson
Cyril Theodore Anstruther Wilkinson, född 4 oktober 1884 i Elvet Hill, död 16 december 1970 i Honiton, var en brittisk landhockeyspelare.
Wilkinson blev olympisk guldmedaljör i landhockey vid sommarspelen 1920 i Antwerpen.